# Procesamiento forzado

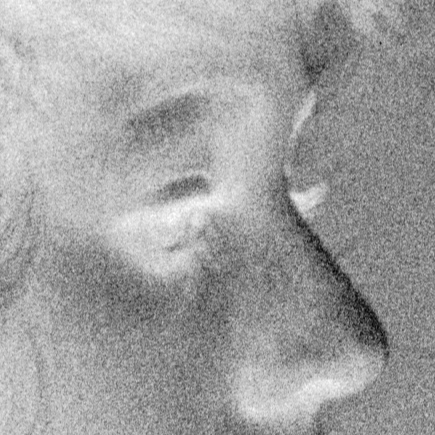
Negativo expuesto a 1600 ISO, de película comercializada para 400 ISO, donde puede observarse el mayor tamaño del grano.

En fotografía, el procesamiento forzado o proceso forzado (en inglés: push processing) se refiere a una técnica de revelado fotográfico que aumenta la sensibilidad efectiva de la película que se está procesando. Este procesamiento implica revelar la película durante más tiempo y posiblemente en combinación con una temperatura más alta que las recomendaciones del fabricante. Esta técnica da como resultado un sobre-revelado efectivo de la película, compensando la subexposición en la cámara.

## Características visuales
El procesamiento forzado permite que se usen películas relativamente poco sensibles en condiciones de iluminación que normalmente serían demasiado bajas para una exposición adecuada a la combinación de velocidad de obturación y apertura requerida. Esta técnica altera las características visuales de la película, proporcionando mayor contraste, mayor grano y menor resolución. Los colores saturados y distorsionados a menudo son visibles en películas de color que han sido forzadas al procesarlas.
El procesamiento forzado inverso implica sobreexposición y subrevelado, lo que reduce de manera efectiva la sensibilidad de la película procesada. Se logra revelando la película durante un tiempo más corto y posiblemente a una temperatura más baja. La película que ha sido procesada así mostrará el cambio opuesto en las características visuales a la forzada. Esto puede ser utilizado deliberadamente para lograr un efecto artístico.

## Índice de exposición (IE)
Cuando se ha variado la sensibilidad efectiva de una película, la sensibilidad resultante se denomina índice de exposición; la velocidad de la película permanece en la indicación dada por el fabricante. Por ejemplo, una película ISO 200/24° podría procesarse forzada a IE 400/27° o forzarse inversamente a IE 100/21°.

## En el cine
John Alcott ganó un Óscar "por su magnífico uso de la iluminación natural" en la película de época de 1975 de Stanley Kubrick, Barry Lyndon, ambientada en el siglo XVIII. En ella logró filmar escenas iluminadas solo por la luz de las velas mediante el uso de un objetivo Carl Zeiss Planar con una gran apertura especial. Asimismo la NASA ha diseñado lentes de 50 mm f/0,7 diseñados para hacer fotografías con poca luz en alunizajes, con un procesamiento forzado de la película.
Paul Thomas Anderson y Michael Bauman utilizaron esta técnica en su material de película de 35 mm para la película Phantom Thread de 2017 y también llenaron sus fotogramas con una "neblina teatral" para "ensuciar" el aspecto de la película.